# 小行星4707
小行星4707（英語：4707 Khryses）是一颗围绕太阳公转的小行星。1988年8月13日，卡罗琳·舒梅克在帕洛马山发现了此天体。
这颗小行星的绝对星等为65.72662等。